# Evgeny Mravinsky
Yevgeny Aleksandrovich Mravinsky (ou Evgeny) (em russo:  Евгений Александрович Мравинский, Evgenij Aleksandrovič Mravinskij, 4 de junho de 1903 – 19 de janeiro de 1988) foi um regente russo, considerado um dos grandes regentes do século XX.

## Vida e carreira
Yevgeny Mravinsky nasceu em São Petersburgo. Seu pai faleceu em 1918 e, no mesmo ano, ele começou a trabalhar como estagiário no Teatro Mariinsky. Antes de entrar no Conservatório de Leningrado, ele estudou biologia na universidade em Leningrado. Sua primeira regência em público aconteceu em 1929. 
Mravinsky tinha inicialmente um repertório de músicas para balé, conduzindo o Balé Kirov (Teatro Maryinsky) e o Ópera Bolshoi (em Moscou). Em setembro de 1938, venceu a Competição dos Condutores da União em Moscou; em outubro do mesmo ano, Mravinsky tornou-se o regente diretor da Leningrad Philharmonic Orchestra, cargo que ocuparia até 1988. 
Essa parceira de 50 anos entre Mravinsky e a Leningrad PO só é superado por Willem Mengelberg com a Concertgebouw Orchestra, Ernest Ansermet com a Orchestre de la Suisse Romande e Eugene Ormandy com a Philadelphia Orchestra. Sob comando de Mravinsky, a Leningrad PO ganhou reputação internacional, particularmente com a música russa como as de Tchaikovsky e Shostakovich. Durante a Segunda Guerra Mundial, Mravinsky e a orquestra foram evacuados para a Sibéria.
Entre as interpretações lendárias de Mravinsky estão seis sinfonias de Dmitri Shostakovich: a Sinfonia n.º 5, Sinfonia n.º 6, Sinfonia n.º 8, Sinfonia n.º 9, Sinfonia n.º 10 e Sinfonia n.º 12. 
Mravinsky fez gravações de estúdio, entre o período de 1938 a 1961. Suas gravações após 1961 foram feitas em concertos ao vivo. A sua última gravação aconteceu em abril de 1984, interpretando a Sinfonia n.º 12 de Dmitri Shostakovich.
Mravinsky fez a primeira digressão com a orquestra em 1946 para o Festival da Primavera de Praga.